# حشره‌خوار تالابی
 حشره‌خوار تالابی (نام علمی: Sorex bendirii) نام یک گونه از سرده حشره‌خوارهای دم‌دراز است.